# Bajdarskie Wrota

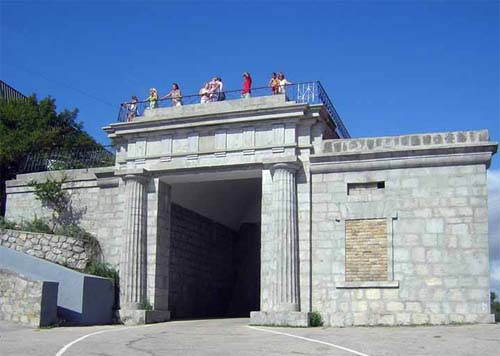

Bajdarskie Wrota (krym. Baydar boğazı) – przełęcz znajdująca się w głównym paśmie Gór Krymskich, na wysokości 527 m n.p.m., łączy Dolinę Bajdarską z wybrzeżem Morza Czarnego.
Prowadzi przez nią zbudowana w XIX wieku droga Sewastopol – Ałupka – Jałta. Po zbudowaniu nowej drogi przez Przełęcz Laspijską stara droga straciła na znaczeniu.